# 谷峨站
谷峨站（日语：／ Yaga eki */?）是一個位於日本神奈川縣足柄上郡山北町谷ケ，屬於東海旅客鐵道（JR東海）御殿場線的鐵路車站。車站編號為CB07。

## 車站構造
對向式月台2面2線的地面車站。
| 月台 | 路線     | 方向 | 目的地           |
| ---- | -------- | ---- | ---------------- |
| 1    | 御殿場線 | 下行 | 御殿場、沼津方向 |
| 2    | 御殿場線 | 上行 | 松田、國府津方向 |

## 使用情況
根據「山北町統計書」，2017年度（平成29年度）的1日平均上車人次為111人。
近年的推移如下表。
| 上車人次推移       | 上車人次推移     | 上車人次推移   |
| 年度               | 1日平均 上車人次 | 來源           |
| ------------------ | ---------------- | -------------- |
| 1997年（平成09年） | 309              | [ 利用客数 2 ] |
| 1998年（平成10年） | 301              | [ 利用客数 2 ] |
| 1999年（平成11年） | 271              | [ 利用客数 2 ] |
| 2000年（平成12年） | 249              | [ 利用客数 2 ] |
| 2001年（平成13年） | 235              | [ 利用客数 2 ] |
| 2002年（平成14年） | 207              | [ 利用客数 2 ] |
| 2003年（平成15年） | 197              | [ 利用客数 2 ] |
| 2004年（平成16年） | 185              | [ 利用客数 2 ] |
| 2005年（平成17年） | 175              | [ 利用客数 2 ] |
| 2006年（平成18年） | 173              | [ 利用客数 3 ] |
| 2007年（平成19年） | 161              | [ 利用客数 3 ] |
| 2008年（平成20年） | 147              | [ 利用客数 3 ] |
| 2009年（平成21年） | 138              | [ 利用客数 3 ] |
| 2010年（平成22年） | 129              | [ 利用客数 3 ] |
| 2011年（平成23年） | 112              | [ 利用客数 3 ] |
| 2012年（平成24年） | 117              | [ 利用客数 3 ] |
| 2013年（平成25年） | 108              | [ 利用客数 3 ] |
| 2014年（平成26年） | 101              | [ 利用客数 3 ] |
| 2015年（平成27年） | 116              | [ 利用客数 3 ] |
| 2016年（平成28年） | 103              | [ 利用客数 3 ] |
| 2017年（平成29年） | 111              | [ 利用客数 4 ] |

## 相鄰車站
東海旅客鐵道（JR東海）
 御殿場線
山北（CB06）－谷峨（CB07）－駿河小山（CB08）

### 使用情況
1. ↑   (PDF). 山北町: 7. 2008-03  [2019-07-02]. （原始内容存档 (PDF)于2019-07-02）.
2. ↑   (PDF). 山北町: 7. 2019-02  [2019-07-02]. （原始内容存档 (PDF)于2019-07-02）.